# Un rêve (Tchekhov)
Ne doit pas être confondu avec Rêves (Tchekhov).
Pour les articles homonymes, voir Un rêve.
Un rêve (en russe : Son) est une nouvelle d’Anton Tchekhov, parue en 1885.

## Historique
Un rêve est initialement publié dans Le Journal de Pétersbourg, no 354, du 25 décembre 1885, sous le pseudonyme A. Tchekhonte. 

## Résumé
25 décembre 1882, minuit, je suis de garde dans l’entrepôt du mont-de-piété et j’ai peur. Je suis à côté de la vitrine aux objets précieux : là, un revolver qui a servi ; ici, des chemises en dentelles d’une future prostituée. Il me semble que les propriétaires des objets veulent me parler. Pourtant, je devrais être épuisé : toute la journée, les pauvres de la ville ont défilé dans l’entrepôt, je leur ai discuté le moindre liard, car pleurs et suppliques, rien n’y faisait, j’étais intransigeant.
Mon patron tape à la porte pour m’annoncer qu’il faudra ouvrir demain. Il sent que cela pourrait être une autre bonne journée.
Sur ma couche, il me semble que les objets me parlent « renvoie nous, toi aussi tu as été pauvre, lâche-nous ». Enfin je m’endors. Durant la nuit, je rêve que deux voleurs s'introduisent dans l’entrepôt. Je les tiens en joue avec le revolver, ils me supplient de les laisser partir, invoquant la misère. Je leur dis de tout prendre, puis dans mon rêve, mon patron arrive avec les gendarmes : on me met dans une pièce froide.
Un mois plus tard, j’explique au juge que c’était un rêve, mais il m’a envoyé dans une compagnie disciplinaire.

## Édition française
- Le Rêve, dans Œuvres de A. Tchekhov 1885, traduit par Madeleine Durand et Édouard Parayre, Les Éditeurs Français Réunis, 1955, numéro d’éditeur 431.